# Фердинанд Весели
Фердинанд Весели (нім. Ferdinand Wesely, 30 травня 1897 — 19 березня 1949) — австрійський футболіст, що грав на позиції нападника. По завершенні ігрової кар'єри — тренер.
Виступав, зокрема, за клуб «Рапід» (Відень), а також національну збірну Австрії.
Чотириразовий чемпіон Австрії. Володар Кубка Австрії. Володар Кубка Мітропи. Дворазовий чемпіон Бельгії (як тренер). 

## Клубна кар'єра
У дорослому футболі дебютував 1919 року виступами за команду клубу «Реннвегер», в якій провів один сезон. 
Своєю грою за цю команду привернув увагу представників тренерського штабу клубу «Рапід» (Відень), до складу якого приєднався 1920 року. Відіграв за віденську команду наступні одинадцять сезонів своєї ігрової кар'єри. У складі віденського «Рапіда» був одним з головних бомбардирів команди, маючи середню результативність на рівні 0,59 голу за гру першості. За цей час чотири рази виборював титул чемпіона Австрії, ставав володарем Кубка Мітропи.
Згодом з 1931 по 1933 рік грав у складі команд клубів «Санкт-Галлен» та «Базель». У складі «Базеля» став володарем кубка Швейцарії у 1933 році.
Завершив професійну ігрову кар'єру у клубі «Нордштерн Базель», за команду якого виступав протягом 1933—1935 років. У 1935 році був фіналістом кубка Швейцарії.

## Виступи за збірну
1922 року дебютував в офіційних матчах у складі національної збірної Австрії. Протягом кар'єри у національній команді, яка тривала 9 років, провів у формі головної команди країни 40 матчів, забивши 17 голів.

## Кар'єра тренера
Розпочав тренерську кар'єру, ще продовжуючи грати на полі, 1931 року, очоливши тренерський штаб клубу «Санкт-Галлен».
1932 року став граючим тренером команди «Базель», яку тренував один рік. Став з володарем Кубка Швейцарії.
Протягом тренерської кар'єри також очолював команди клубів «Нордштерн Базель» та «Конкордія» (Базель).
Останнім місцем тренерської роботи був клуб «Беєрсхот», головним тренером команди якого Фердинанд Весели був з 1936 по 1942 рік. За час роботи Фердинанда у команду зі складу празької «Спарти» повернувся знаменитий нападник Раймон Брен. Двічі приводив «Беєрсхот» до перемоги національному чемпіонаті.
Помер 19 березня 1949 року на 52-му році життя.

## Статистика виступів

### Статистика виступів у складі «Рапіда»
| Клуб              | Сезон             | Чемпіонат | Чемпіонат | Кубок | Кубок | Кубок Мітропи | Кубок Мітропи | Всього | Всього |
| Клуб              | Сезон             | Матчі     | Голи      | Матчі | Голи  | Матчі         | Голи          | Матчі  | Голи   |
| ----------------- | ----------------- | --------- | --------- | ----- | ----- | ------------- | ------------- | ------ | ------ |
| «Рапід»           | 1920—1921         | 7         | 1         | 1     | 0     | -             | -             | 8      | 1      |
| «Рапід»           | 1921—1922         | 23        | 13        | 1     | 1     | -             | -             | 24     | 14     |
| «Рапід»           | 1922—1923         | 18        | 11        | 4     | 3     | -             | -             | 22     | 14     |
| «Рапід»           | 1923—1924         | 22        | 14        | 1     | 0     | -             | -             | 23     | 14     |
| «Рапід»           | 1924—1925         | 20        | 8         | 1     | 2     | -             | -             | 21     | 10     |
| «Рапід»           | 1925—1926         | 24        | 18        | 1     | 0     | -             | -             | 25     | 18     |
| «Рапід»           | 1926—1927         | 20        | 11        | 5     | 5     | -             | -             | 25     | 16     |
| «Рапід»           | 1927—1928         | 23        | 20        | 3     | 3     | 6             | 4             | 32     | 27     |
| «Рапід»           | 1928—1929         | 22        | 10        | 6     | 6     | 8             | 5             | 36     | 21     |
| «Рапід»           | 1929—1930         | 18        | 11        | 4     | 6     | 5             | 2             | 27     | 19     |
| «Рапід»           | 1930—1931         | 9         | 4         | 3     | 3     | 6             | 4             | 18     | 11     |
| Всього за «Рапід» | Всього за «Рапід» | 206       | 121       | 30    | 29    | 25            | 15            | 261    | 165    |

### Статистика виступів у кубку Мітропи
| №                      | Розіграш               | Стадія                 | Дата та місце проведення | Команда 1              | Рахунок | Команда 2         | Голи           |
| ---------------------- | ---------------------- | ---------------------- | ------------------------ | ---------------------- | ------- | ----------------- | -------------- |
| 1                      | 1927                   | 1/4                    | 14.08.1927 Відень        | Рапід (Відень)         | 8:1     | Хайдук (Спліт)    | 68' 78'        |
| 2                      | 1927                   | 1/4                    | 21.08.1927 Спліт         | Хайдук (Спліт)         | 0:1     | Рапід (Відень)    |                |
| 3                      | 1927                   | 1/2                    | 28.09.1927 Прага         | Славія (Прага)         | 2:2     | Рапід (Відень)    |                |
| 4                      | 1927                   | 1/2                    | 2.10.1927 Відень         | Рапід (Відень)         | 2:1     | Славія (Прага)    | 83'            |
| 5                      | 1927                   | фінал                  | 30.10.1927 Прага         | Спарта (Прага)         | 6:2     | Рапід (Відень)    | 34' (пен.)     |
| 6                      | 1927                   | фінал                  | 13.11.1927 Відень        | Рапід (Відень)         | 2:1     | Спарта (Прага)    |                |
| 7                      | 1928                   | 1/4                    | 20.08.1928 Відень        | Рапід (Відень)         | 6:4     | Хунгарія          | 68' 81'        |
| 8                      | 1928                   | 1/4                    | 25.08.1928 Будапешт      | Хунгарія               | 3:1     | Рапід (Відень)    |                |
| 9                      | 1928                   | 1/4                    | 1.09.1928 Відень         | Рапід (Відень)         | 1:0     | Хунгарія          |                |
| 10                     | 1928                   | 1/2                    | 8.09.1928 Прага          | Вікторія (Жижков)      | 4:3     | Рапід (Відень)    |                |
| 11                     | 1928                   | 1/2                    | 16.09.1928 Відень        | Рапід (Відень)         | 3:2     | Вікторія (Жижков) | 1'             |
| 12                     | 1928                   | 1/2                    | 23.09.1928 Відень        | Рапід (Відень)         | 3:1     | Вікторія (Жижков) |                |
| 13                     | 1928                   | фінал                  | 28.10.1928 Будапешт      | Ференцварош            | 7:1     | Рапід (Відень)    |                |
| 14                     | 1928                   | фінал                  | 11.11.1928 Будапешт      | Рапід (Відень)         | 5:3     | Ференцварош       | 37' 53'        |
| 15                     | 1929                   | 1/4                    | 23.06.1929 Відень        | Рапід (Відень)         | 5:1     | Дженоа            | 30' (пен.) 72' |
| 16                     | 1929                   | 1/4                    | 18.07.1929 Генуя         | Дженоа                 | 0:0     | Рапід (Відень)    |                |
| 17                     | 1929                   | 1/2                    | 21.08.1929 Будапешт      | Уйпешт                 | 2:1     | Рапід (Відень)    |                |
| 18                     | 1929                   | 1/2                    | 25.08.1929 Відень        | Рапід (Відень)         | 3:2     | Уйпешт            |                |
| 19                     | 1929                   | 1/2                    | 26.09.1929 Будапешт      | Уйпешт                 | 3:1     | Рапід (Відень)    |                |
| 20                     | 1930                   | 1/4                    | 13.07.1930 Генуя         | Дженоа                 | 1:1     | Рапід (Відень)    |                |
| 21                     | 1930                   | 1/4                    | 3.09.1930 Відень         | Рапід (Відень)         | 6:1     | Дженоа            | 83'            |
| 22                     | 1930                   | 1/2                    | 8.09.1930 Відень         | Рапід (Відень)         | 5:1     | Ференцварош       | 27' (пен.) 80' |
| 23                     | 1930                   | 1/2                    | 15.10.1930 Будапешт      | Ференцварош            | 1:0     | Рапід (Відень)    |                |
| 24                     | 1930                   | фінал                  | 2.11.1930 Прага          | Спарта (Прага)         | 0:2     | Рапід (Відень)    |                |
| 25                     | 1930                   | фінал                  | 12.11.1930 Відень        | Рапід (Відень)         | 2:3     | Спарта (Прага)    |                |
| Всього у кубку Мітропи | Всього у кубку Мітропи | Всього у кубку Мітропи | Всього у кубку Мітропи   | Всього у кубку Мітропи | 25      |                   | 15             |

## Титули і досягнення

### Як гравця
- Чемпіон Австрії (4):

«Рапід» (Відень):  1920-1921, 1922-1923, 1928-1929, 1929-1930
- Володар Кубка Австрії (1):

«Рапід» (Відень):  1926-1927
- Володар Кубка Мітропи (1):

«Рапід» (Відень):  1930
- Фіналіст Кубка Мітропи (2):

«Рапід» (Відень): 1927, 1928
- Володар кубка Швейцарії(1):

«Базель»: 1933

### Як тренера
- Володар Кубка Швейцарії (1):

«Базель»:  1932-1933
- Чемпіон Бельгії (2):

«Беєрсхот»:  1937-1938, 1938-1939